# Gai Juli Prisc
Gai Juli Prisc (en llatí Caius Julius Priscus) era germà de l'emperador Filip I i emperador associat al seu germà per l'Orient.
Era nadiu de Síria, possiblement de Damasc, i fill de Juli Marí (un ciutadà localment destacat). va ser prefecte de Mesopotàmia, procurator de Macedònia, segon en el comandament a Egipte i jutge a Alexandria. va ser membre de la guàrdia pretoriana sota Gordià III aproximadament l'any 242, durant la campanya persa, i a la mort del prefecte del pretori, Misiteu el 243, va convèncer Gordià de nomenar al seu lloc a Filip, el seu germà. Durant un any Filip i Prisc van ser de fet regents de Gordià.
Assassinat Gordià l'any 244, Filip es va convertir en el nou emperador mentre el seu germà Prisc es quedava a l'Orient amb plens poders. A les inscripcions és referit com a Rector Orientis. Va governar de manera intolerablement opressiva, i va recaptar duríssims impostos que finalment van provocar la revolta encapçalada per Marc Jotapià, un dels usurpadors de l'imperi en temps de Felip. Es creu que Prisc va poder dominar la revolta, però després d'esclatar aquesta ja no se'n sap res més. És possible que morís abans del 250 de mort natural.